# Bathyplectes sessilis
Bathyplectes sessilis là một loài tò vò trong họ Ichneumonidae.